# منتخب قطر لكرة السلة للسيدات
منتخب قطر لكرة السلة للسيدات  هو ممثل قطر الرسمي في المنافسات الدولية في كرة السلة للسيدات
.